# Huchenneville
Huchenneville é uma comuna francesa na região administrativa de Altos da França, no departamento de Somme. Estende-se por uma área de 11,54 km². Em 2010 a comuna tinha 676 habitantes (densidade: 58,6 hab./km²).